# 하야토역 (가고시마현)
하야토역 (큐슈)(일본어: 隼人駅)은 일본 가고시마현 기리시마시에 있는 규슈 여객철도의 역이다. 닛포 본선을 소속으로 하여, 이 역을 종점으로 하는 히사쓰 선의 2개 노선이 정차한다. 단선 · 섬식의 형태를 합친 복합 구조의 철도 역사이다.

## 타는 곳
| 1 | ■ 닛포 본선 | (하행) | 가지키 · 조사 · 가고시마추오 방면         |
| 1 | ■ 닛포 본선 | (상행) | 기리시마진구 · 미야코노조 · 미야자키 방면 |
| 1 | ■ 히사쓰 선 |        | 기리시마온센 · 구리노 · 요시마쓰 방면     |
| 2 | ■ 닛포 본선 | (상행) | 고쿠부 · 미야코노조 · 미야자키 방면       |
| 2 | ■ 히사쓰 선 |        | 기리시마온센 · 구리노 · 요시마쓰 방면     |
| 3 | ■ 닛포 본선 | (하행) | 가지키 · 조사 · 가고시마추오 방면         |
| 3 | ■ 닛포 본선 | (상행) | 고쿠부 · 미야코노조 · 미야자키 방면       |

## 이용 현황
| 연도     | 하루 평균 승차 인원 | 연도     | 하루 평균 승차 인원 |
| 2000년도 | 1,771명             | 2006년도 | 1,864명             |
| 2001년도 | 1,787명             | 2007년도 | 1,858명             |
| 2002년도 | 1,807명             | 2008년도 | 1,890명             |
| 2003년도 | 1,811명             | 2009년도 | 1,826명             |
| 2005년도 | 1,848명             | 2010년도 | 1,783명             |
| -------- | ------------------- | -------- | ------------------- |

## 역 주변
- 가고시마 상호신용금고 · 가고시마 은행 하야토 지점
- 이온 하야토코쿠부 점
- 기리시마 시청 하야토 청사
- 기리시마 시립 하야토 도서관
- 가고시마 신궁
- 국도 제223호선

## 역사
- 1901년 6월 10일 : 고쿠부역(일본어: 国分駅)으로 개업.
- 1929년 9월 1일 : 니시코쿠부역(일본어: 西国分駅)으로 개칭.
- 1930년 9월 15일 : 하야토역으로 개칭.
- 1987년 4월 1일 : 민영화에 따라, 규슈 여객철도로 이관.

## 인접 정차역
| 닛포 본선                | 닛포 본선   | 닛포 본선                |
| ------------------------ | ----------- | ------------------------ |
| 고쿠부 고쿠라 방면       | ■ 닛포 본선 | 가지키 가고시마추오 방면 |
| 히사쓰 선                |             |                          |
| 히나타야마 야쓰시로 방면 | ■ 히사쓰 선 | 시·종착역                |